# KBS Kids
KBS Kids è un canale televisivo via cavo sudcoreano, proprietà di KBS N, una divisione della Korean Broadcasting System. È stato lanciato il 5 maggio 2012, il canale è rivolto ai bambini dai 3 ai 12 anni.